# Cremna selinus
Cremna selinus är en fjärilsart som beskrevs av Doubleday 1847. Cremna selinus ingår i släktet Cremna och familjen Riodinidae. Inga underarter finns listade i Catalogue of Life.